# Nulalternatief
Een nulalternatief of nulscenario is  in de planologie de meest waarschijnlijk te achten ontwikkeling die zal plaatsvinden in geval het project niet wordt uitgevoerd.
Met het nulalternatief kunnen de effecten van andere alternatieven hiertegen afgezet, waarbij de feitelijke beschrijving van de huidige situatie en haar autonome ontwikkeling de functie van een referentiekader vervult. In plannen zoals een milieueffectrapportage is het nulalternatief een verplicht onderdeel, om zo de effecten van de andere alternatieven beter te kunnen vergelijken.
Een ander woord voor nulalternatief in de bestuurskunde is 'status quo'. 